# Макаров, Василий Маркелович
Василий Маркелович Макаров (1918—1973) — старшина Советской Армии, участник Великой Отечественной войны, Герой Советского Союза (1943).

## Биография
Василий Макаров родился 26 марта 1918 года в селе Вылково (ныне — Тюменцевский район Алтайского края). Окончил начальную школу. В 1938 году Макаров был призван на службу в Рабоче-крестьянскую Красную Армию. С февраля 1943 года — на фронтах Великой Отечественной войны.
К октябрю 1943 года ефрейтор Василий Макаров был сапёром 170-го инженерно-сапёрного батальона 14-й инженерно-сапёрной бригады 65-й армии Центрального фронта. Отличился во время битвы за Днепр. Под массированным вражеским огнём Макаров переправлял бойцов и командиров с вооружением и боеприпасами на западный берег Днепра в районе посёлка Лоев Гомельской области Белорусской ССР. Его действия способствовали успешному захвату и удержанию плацдарма.
Указом Президиума Верховного Совета СССР от 30 октября 1943 года за «образцовое выполнение боевых заданий командования на фронте борьбы с немецкими захватчиками и проявленные при этом мужество и героизм» ефрейтор Василий Макаров был удостоен высокого звания Героя Советского Союза с вручением ордена Ленина и медали «Золотая Звезда» за номером 1662.
В 1946 году в звании старшины Макаров был демобилизован. Проживал в Курске, работал в органах МВД СССР. Умер 8 июля 1973 года.
На малой родине Василия Маркеловича в селе Вылково в честь него названа улица. Улица им.героя Советского Союза В. М. Макарова.
Был также награждён орденом Красного Знамени и рядом медалей.